# Льюис, Хьюи
Хью́и Лью́ис (англ. Huey Lewis, наст. имя: Hugh Anthony Cregg III; род. 5 июля 1950) — американский музыкант, автор песен. Наиболее известен как лидер и вокалист группы Huey Lewis and the News.
В начале 1970-х пел и играл на губной гармонике в сан-францисской кантри-рок-группе Clover. На клавишных инструментах в ней играл Шон Хоппер, лидером был Джон Макфи. Потом Ник Лоу, полагавший, что Clover хорошо впишется в британскую паб-роковую сцену, убедил группу переехать в Англию. У группы быстро появилось поклонники, хоть их было и немного. Потом Лоу спродюсировал первый сингл группы, который назывался «Chicken Funk», но в итоге, после двух альбомов на лейбле Polygram, которые популярности не добились, лидер Джон Макфи ушёл из Clover в Doobie Brothers, и группа распалась. Участники вернулись в Калифорнию. До этого в Британии Льюис также принимал участие в записи альбомов «Labour of Lust» Ника Лоу и «Repeat When Necessary» Дейва Эдмундса, играя на губной гармонике. Кроме того, Хьюи Льюис написал одну из песен для вышеупомянутого альбома Эдмундса.
В Калифорнии Льюис с Хоппером играли в баре под названием «Uncle Charles» в округе Марин и в этом баре основали группу American Express. Группа выпустила сингл «Exodisco» (версию в стиле диско композиции «Theme from Exodus», темы из фильма «Исход»), но сингл замечен публикой не был. В 1980 году музыкантам предложил контракт лейбл Chrysalis, но при этом он попросил группу сменить название. Участники решили назваться «Huey Lewis and the News».
Музыкальный сайт AllMusic кратко характеризует Хьюи Люиса как «лидера одной из самых популярных поп-рок-групп 80-х годов, вдохновлённой ритм-н-блюзом 60-х и простым, без прикрас, рок-н-роллом».
Он был женат на Сидни Конрой, у них есть дочь Келли и сын Остин.

## Дискография
- См. «Huey Lewis § Recording credits» в английском разделе.

## Фильмография
- См. «Huey Lewis § Filmography» в английском разделе.